# Ralf Waldmann

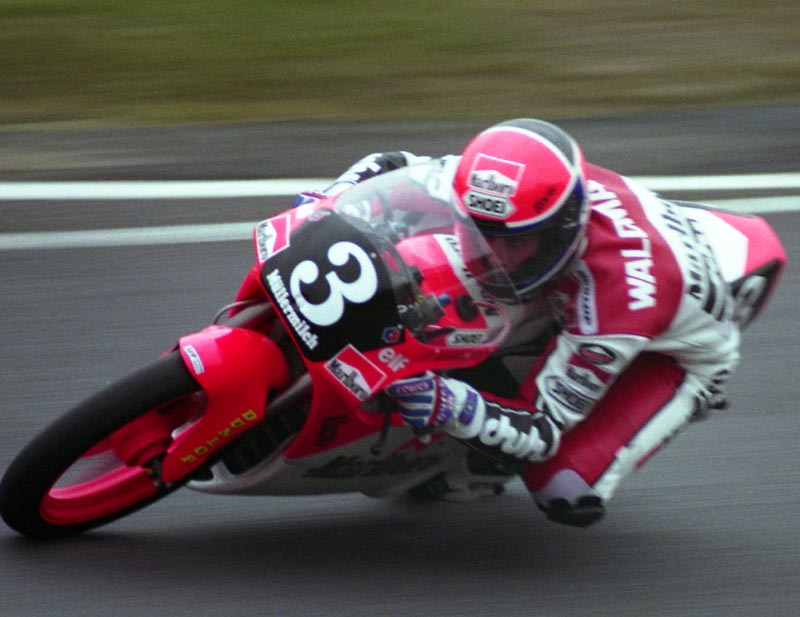
Ralf Waldmann i Japan 1992.

Ralf Waldmann, född 14 juli 1966 i Hagen i Nordrhein-Westfalen, död 10 mars 2018 i Ennepetal i Nordrhein-Westfalen, var en tysk roadracingförare som var aktiv i världsmästerskapen från 1986 till 2002, samt ett lopp 2009.

## Roadracingkarriär
Waldmann körde länge i 250GP, där han under många år var Max Biaggis främsta utmanare. Han körde även i 500GP under 1998, men blev bara fjortonde man. Hans mest berömda seger var hans sista; på Donington Park 2000 då han kom från nästan ett varv bakom, och tog segern i den sista kurvan på en torkande bana, på mindre skurna däck än konkkurenterna. Waldmann vann 14 Grand Prix i 250GP och 6 i 125GP. Med totalt 20 GP segrar är han den förare som vunnit flest GP utan att ha vunnit någon VM-titel.